# سلین شکرجی
سلین شکرجی (انگلیسی: Selin Şekerci؛ زادهٔ ۱ ژوئن ۱۹۸۹) بازیگر اهل ترکیه است. وی از سال ۲۰۰۷ میلادی تاکنون مشغول فعالیت بوده است.
از فیلم‌ها یا برنامه‌های تلویزیونی که وی در آن نقش داشته است می‌توان به دخترم اشاره کرد.